# Канна (Росія)
Канна́ (рос. Канна) — селище у складі Табунського району Алтайського краю, Росія. Входить до складу Большеромановської сільської ради.
Стара назва — Канни.

## Населення
Населення — 63 особи (2010; 223 у 2002).
Національний склад (станом на 2002 рік):
- росіяни — 41 %
- німці — 31 %